# 6-й Рыбацкий проезд
6-й Рыба́цкий прое́зд — проезд в Невском районе Санкт-Петербурга. Проходит от 2-го до 3-го Рыбацкого проезда. Протяжённость — 530 м.

## История
Современное название присвоено улице 23 февраля 1987 года.

## Здания и сооружения
- производственные территории
- складское хозяйство
- офисные здания

## Транспорт
- Метро: «Рыбацкое» (120 м)
- Ж/д платформы: Рыбацкое (110 м)

## Пересекает следующие улицы
С северо-запада на юго-восток:
- 2-й Рыбацкий проезд (проект)
- 3-й Рыбацкий проезд